# Jeremy Combs
Jeremy Tyrone Combs (Dallas, 24 novembre 1995) è un cestista statunitense.